# Kim Dong-hyuk
Kim Dong-hyuk (hangul: 김동혁; Seúl, 3 de enero de 1997), también conocido con el nombre artístico de DK, es un cantante y bailarín surcoreano. Hizo su debut como cantante en 2015 como uno de los miembros de la banda surcoreana iKON.

## Vida y carrera

### 1997-2012: Primeros años
Nació en Seúl, Corea del Sur el 3 de enero de 1997. Estudió en Atlanta, Georgia, como estudiante de intercambio durante dos años. Cuando vivía en América, su nombre era Ezra.
Fue presidente del consejo estudiantil en su escuela preparatoria. Su padre falleció cuando tenía 8 años.

#### 2012-2015: Apariciones en reality shows y debut con iKON
Después de unirse a YG Entertainment el 10 de enero de 2011, participó como aprendiz en el programa de supervivencia WIN: Who is Next en 2013, compitiendo contra otros aprendices por la oportunidad de debutar como grupo. Él era miembro del grupo de aprendices «Team B».
Se convirtió en parte de iKON a través del programa de supervivencia Mix & Match de Mnet. El grupo debutó oficialmente el 15 de septiembre de 2015, con el sencillo «My Type». Fue el último en unirse al Team B, el 5 de noviembre de 2012, y el último miembro confirmado para conformar iKON. 

### Colaboraciones.
Bobby (rapero): Donghyuk participó en la canción Secret del álbum Love and Fall junto a Bobby y Katie Kim. (2017).

## Filmografía

### Programas de televisión
| Año  | Título                                 | Notas                            |
| ---- | -------------------------------------- | -------------------------------- |
| 2018 | King of Mask Singer (MBC)              | (ep. #176) concursante "Passing" |
| 2018 | Sugar Man 2 (JTBC)                     |                                  |
| 2018 | Weekly Idol                            |                                  |
| 2017 | Idol School Trip                       |                                  |
| 2017 | Fantastic Duo (programa de televisión) |                                  |
| 2017 | Weekly Idol                            |                                  |
| 2016 | Sugar Man                              | junto a Bobby y Junhoe           |
| 2014 | Mix and Match                          |                                  |
| 2013 | WIN: Who Is Next?                      |                                  |